# .tl
.tl는 동티모르의 국가 도메인이다. CoCCA(Council of Country Code Administrators)를 통해 관리되며 지역 요건 없이 전 세계 리셀러를 통해 2차 도메인 등록이 가능하다.